# Populus maximowiczii
Populus maximowiczii är en videväxtart som beskrevs av Augustine Henry. Populus maximowiczii ingår i släktet popplar, och familjen videväxter. Inga underarter finns listade i Catalogue of Life.

## Bildgalleri

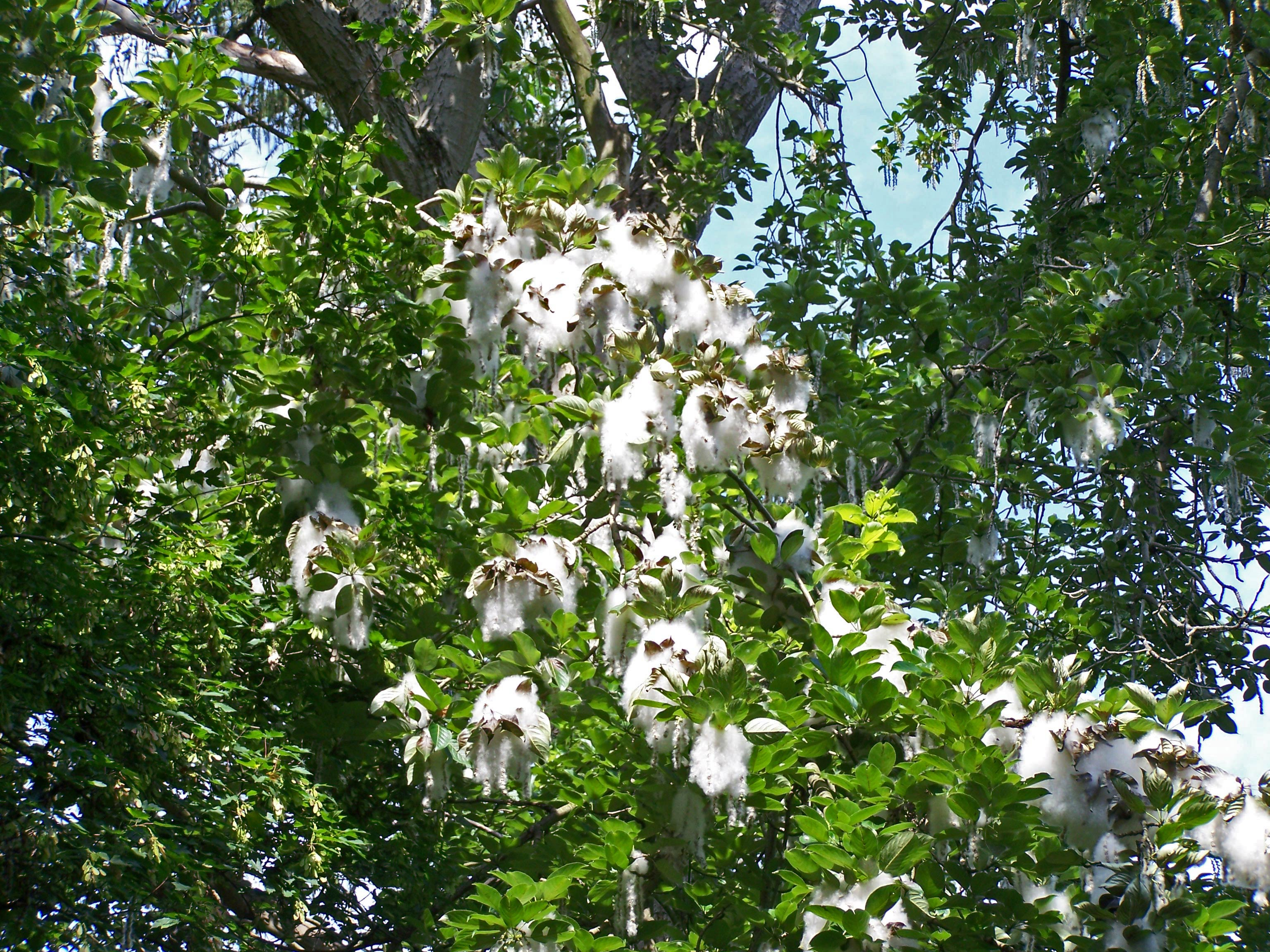